# Ugly Duckling
Ugly Duckling (tailandés: รักนะเป็ดโง่) es una serie de televisión tailandesa producida por GMMTV y emitida por GMM 25 desde el 17 de mayo hasta el 20 de diciembre de 2015. La serie está basada en una novela publicada por Jamsai Publishing, una editorial tailandesa conocida por sus novelas románticas para adolescentes, y consta de cuatro segmentos: "Perfect Match", "Pity Girl", "Don't" y "Boy's Paradise". La serie fue popular y fue el segundo elemento más buscado de Tailandia en 2015, según Google.

## Sinopsis

### Primera temporada:Perfect Match
Junior (Worranit Thawornwong) es una señorita hermosa y rica que vive una vida feliz, tiene muchos amigos y un novio guapo. Un día, ella decide someterse a una cirugía plástica porque no podía soportar que sus amigos dijeran cuán grandes eran sus mejillas. Lo hace sin saber que es alérgica a los productos químicos, y eso causa acné / granos en toda la cara. Después del incidente, sus amigos y su novio comienzan a abandonarla dándole excusas. No puede soportar la vida social en la que vive (donde todos están disgustados por ella), por lo que le ruega a sus padres que estudien en una universidad en el campo para recibir un tratamiento en el hospital de la universidad y que sigan al chico de sus sueños. ficción favorita Y ahí es donde conoce a Suea (Puttichai Kasetsin), un tipo descarado muy guapo.

### Segunda temporada:Pity Girl
A medida que continúa de la combinación perfecta. Alice (Neen Suwanamas) trepó a un árbol para tomar fotos, mientras tomaba fotos, vio a un chico guapo, Aston (Natcha Janthapan) sentado en un banco debajo del árbol que ella subió. Mientras le tomaba fotos furtivamente, Aston la miró y la sorprendió, lo que la llevó a caerse del árbol. Cuando se despertó después de estar en coma, no podía recordar nada y se dio cuenta de que había perdido los recuerdos. Aquí viene Fuyu (Nachat Janthapan) que estaba con ella cuando ella fue al hospital. Le dio un diario para escribir cosas y si ella no puede recordar algo, solo para mirarlo. Alice tiene dos amigos que es Chicha (Marie Eugenie LeLay) y el novio de Chicha BM (Techaapaikhun Thitipoom). Cuando comenzó la escuela, Aston regresó de América, donde originalmente vivía y estaba decidido a recuperar a Alice. ¿Qué pasará después? Mira para saber qué pasa.

### Tercera temporada:Don't
Maewnam (Lapassalan Jiravechsoontornkul) es una niña que sufrió un trauma cuando era niña, había confesado a un niño que le gustaba, pero fue rechazada y llamada fea. Esto comenzó una cadena, en la que los otros niños también la llamaron fea. Desde ese accidente, siempre había usado una caja sobre su cabeza y siempre se había quedado en casa sin interactuar con nadie. Ella cede para asistir a la escuela después de muchas súplicas de su padre. En la escuela, se hace amiga de Minton (Chatchawit Techarukpong), un chico dulce, coqueto y genuino y un chico rudo, ruidoso y malo, Zero (Jirakit Thawornwong), que siempre crea problemas. Ella enfrenta nuevos problemas relacionados con la vida social. Pero un buen día se ve obligada a sacar su caja y todos ven que es bonita. Minton y Zero le confiesan su amor, pero ¿a quién elegirá ella?

### Cuarta temporada:Boy's Paradise
Felizmente viviendo sola en la pensión de su familia, Mami (Esther Supreeleela) promete morir antes de salir con un hombre, después de que su madre se enamora de su chica secreta. Entonces su madre alquila la casa a tres hombres con la esperanza de traer a su hija. Pero cuando Mami se ve envuelta en los problemas románticos de otra persona, le ruega a su nuevo compañero de cuarto CU (Sean Jindachote), que sea su novio falso.

## Reparto

### Primera temporada:Perfect Match
- Worranit Thawornwong como Junior.
- Puttichai Kasetsin como Suea.
- Boonsri Korawit como Bee.
- Nat Sakdatorn como doutor.

### Segunda temporada:Pity Girl
- Natcha Janthapan como Aston.
- Neen Suwanamas como Alice.
- Nachat Janthapan como Fuyu.
- Marie Eugenie LeLay como Chicha.
- Thitipoom Techaapaikhun como BM.

### Tercera temporada:Don't
- Lapassalan Jiravechsoontornkul como Maewnam.
- Jirakit Thawornwong como Zero.
- Chatchawit Techarukpong como Minton.
- Korapat Kirdpan como Plawan.
- Tawan Vihokratana como Ter.

### Cuarta temporada:Boy's Paradise
- Esther Supreeleela como Mami.
- Sean Jindachote como CU.
- Korn Khunatipapisiri como Rayji.
- Kitkasem Mcfadden como LJ.
- Anchasa Mongkhonsamai como Namsom.